# Leptogenys guineensis
Leptogenys guineensis är en myrart som beskrevs av Santschi 1914. Leptogenys guineensis ingår i släktet Leptogenys och familjen myror. Inga underarter finns listade i Catalogue of Life.